# Tolna (historisch comitaat)
Het comitaat Tolna (Duits: Komitat Tolnau) was een historisch comitaat in het zuidwesten van het koninkrijk Hongarije. Dit comitaat bestond vanaf de 11e eeuw tot 1950 in zijn historische context. Het huidige comitaat Tolna is heel iets groter qua oppervlakte. Eerder was de stad Tolnavár de hoofdstad en het comitaat dankt haar naam ook aan deze stad.

## Ligging

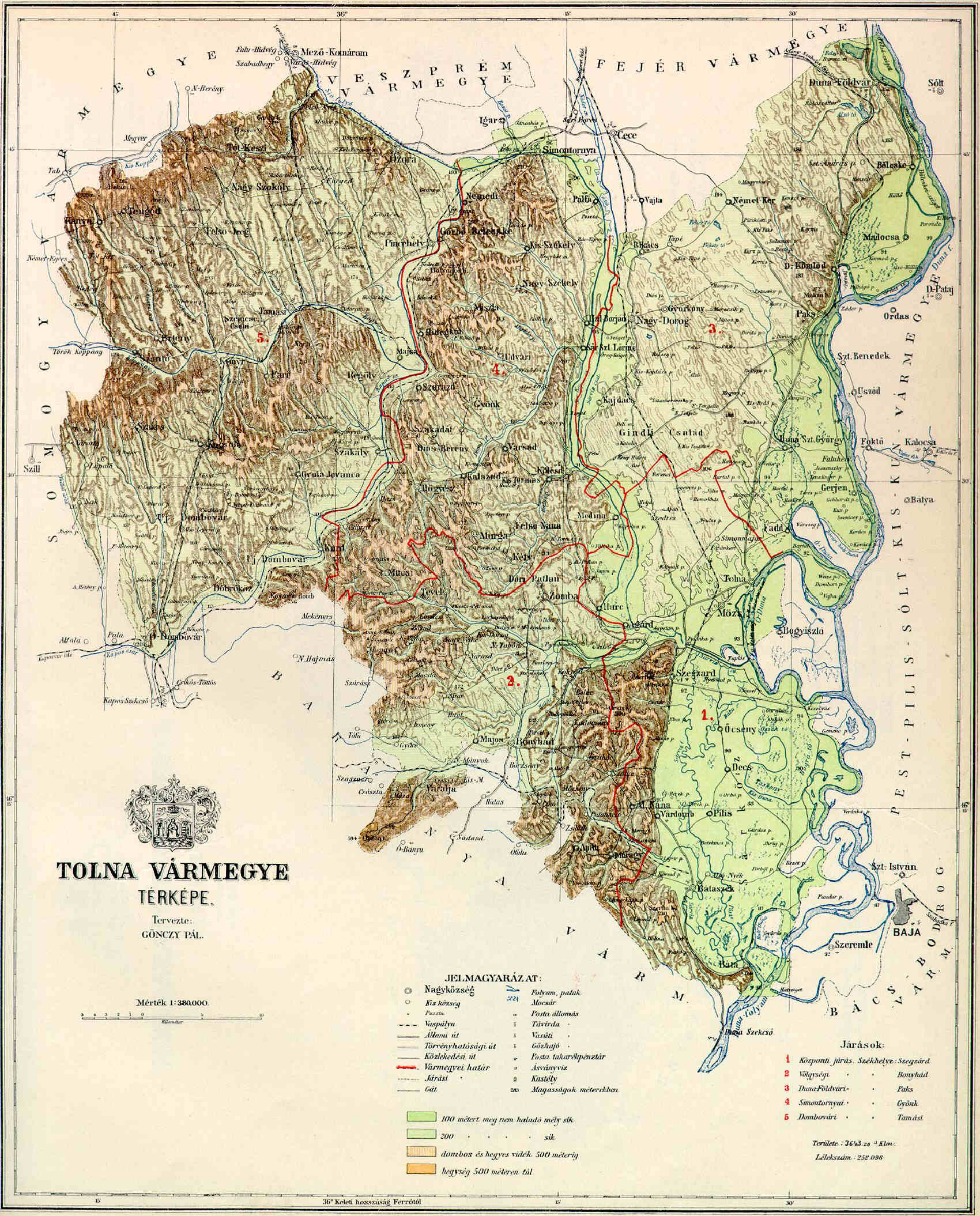
Kaart van het comitaat Tolna in 1890

Het comitaat grensde aan de comitaten Baranya (historisch comitaat), Somogy (historisch comitaat), Veszprém , Fejér (historisch comitaat) / Weißenburg en het comitaat Pest-Pilis-Solt-Kiskun.
De rivier de Sió stroomde door het gebied, samen met een aantal kleinere rivieren. De rivier Donau vormde de zuidelijke en een deel van de oostelijke grens. Het gebied is grotendeels bergachtig & heuvelachtig en voor een kleiner deel in het zuiden en oosten, langs de Donau wat vlakker. Het Mecsekgebergte maakte onder deel uit van het historische comitaat, dit gebergte deelde ze met het aangrenzende comitaat Baranya.

## Districten
| Stoeldistrict               | Hoofdplaats           |
| --------------------------- | --------------------- |
| Dombóvár                    | Dombóvár / Dombowa    |
| Dunaföldvár / Donaufeldburg | Paks / Paksch         |
| Központ („Zentrum“)         | Szekszárd / Sechshard |
| Simontornya / Simonsturm    | Gyönk / Jink          |
| Tamási                      | Tamási                |
| Völgység ("Laagvlakte")     | Bonyhád / Bonnhard    |
| Stadsdistrict               |                       |
| Szekszárd / Sechshard       | Szekszárd / Sechshard |